# 示現寺
示現寺（じげんじ）は、福島県喜多方市熱塩加納町にある曹洞宗の寺院。山号は護法山、本尊は虚空蔵菩薩。
元は真言宗寺院で五峯山慈眼寺と称し、空海開基の伝承がある。永和元年（1375年）、源翁心昭が護法山示現寺として再興した。境内には明治時代の社会事業家として知られる瓜生岩子の銅像と墓があるほか、観音堂は会津三十三観音の第5番札所「熱塩観音」として信仰を集めている。
熱塩温泉の湯元がある。

## 文化財
- 椿彫木彩漆笈 - 室町時代作の笈（仏像、仏具、経典などを収納し背負う箱）。1960年（昭和35年）6月9日に国の重要文化財に指定された[5]

## 交通アクセス
熱塩温泉の温泉街に位置する。
- JR磐越西線 喜多方駅より北に約11 km。平日はAIオンデマンドバス「のるーと」が利用可能。